# Egosa
Egosa (en grec antic: Ἔγωσα) és el nom d'una antiga població de la tribu ibèrica dels castel·lans situada al nord-est de la península Ibèrica, segons el geògraf grec Claudi Ptolemeu, que va viure al segle ii dC.
Pel context en què Ptolemeu esmenta Egosa, hom ha considerat sovint que es trobava en territori de l'actual Catalunya, i per la semblança fonètica amb Ègara, l'historiador terrassenc Josep Soler i Palet va concloure, de manera poc fonamentada, que era el nom ibèric de l'assentament que posteriorment esdevindria el municipi romà d'Ègara. No obstant això, diversos autors han assenyalat que la localització dels castel·lans no és segura, i que raonablement se situaria més al nord, a l'alta vall del Ter, entre els quals Joan Coromines, per qui Egosa és Gósol; d'altres opinen que Ptolemeu ja parla d'Ègara quan, entre les poblacions dels ilergets, esmenta Erga o Èraga. Finalment, altres autors han ressaltat el fet que el text de Ptolemeu és molt vacil·lant i poc fiable, i que Egosa bé podria ser una corrupció d'Ègara.
Ara per ara, no hi ha consens per afirmar que Egosa fos l'Ègara ibèrica, encara que sí que sembla clar que sota l'Ègara romana hi va haver un jaciment ibèric (potser ja anomenada Ègara). D'aquesta ocupació se n'han trobat algunes peces de ceràmica amb inscripcions ibèriques a la confluència dels torrents de Vallparadís i Monner, al subsol de les esglésies de Sant Pere. També hi ha hagut troballes isolades de monedes ibèriques fora del barri de Sant Pere.